# هرمان مورير
هرمان مورير (بالألمانية: Hermann Maurer)‏ (و. 1941  م) هو عالم حاسوب، ومؤلف، وأستاذ جامعي، وكاتب نمساوي، ولد في فيينا.

## جوائز
حصل على جوائز منها:
- جائزة المنافسة العامة  [لغات أخرى]‏ (1946)
- قائد الفنون والآداب